# Vyhlídková kavárna Grand Prix
Vyhlídková kavárna Grand Prix je stavba v Brně, v části Kohoutovice. Je umístěna na vrcholu výškového bytového panelového domu Voříškova 289/2 (budova C2). Jejím autorem je architekt Jaroslav Černý, který společně s architektem Jaromírem Kurfürstem navrhl také její interiér. Otevřena byla v roce 1979, její provoz byl ukončen v 90. letech 20. století. Poté byla pronajata ke kancelářským účelům. Od roku 2019 ji městská část Brno-Kohoutovice využívá pro příležitostné akce.